# Antoine Demoitié
Antoine Demoitié (Liegi, 16 ottobre 1990 – Lilla, 27 marzo 2016) è stato un ciclista su strada belga.

## Carriera
Professionista dal 2013, è scomparso nel 2016 all'età di 25 anni a seguito di un incidente occorsogli durante la Gand-Wevelgem, quando venne investito dopo una caduta da una motocicletta al seguito della corsa.

## Palmarès
- 2012 (Under-23)

2ª tappa, 2ª semitappa, Triptyque des Monts et Châteaux (Mont-de-l'Enclus > Vieux-Condé)
Campionato provinciale di Liegi, Prova in linea Under-23
2ª tappa Carpathia Couriers Path, (Jablonka)
3ª tappa Carpathia Couriers Path, (Stara Bystrzyca > Stara Bystrzyca)
3ª tappa Triptyque Ardennaise (Lierneux)
- 2013 (Wallonie-Bruxelles, una vittoria)

Campionato provinciale di Liegi, Prova in linea Under-23
- 2014 (Wallonie-Bruxelles, una vittoria)

Tour du Finistère
- 2015 (Wallonie-Bruxelles, una vittoria)

4ª tappa Circuit des Ardennes (Sedan > Charleville-Mézières)

### Altri successi
- 2015 (Wallonie-Bruxelles, una vittoria)

Critérium di Wanzele